# 더 세컨드
《더 세컨드》(영어: The 2nd)는 2020년에 개봉한 미국의 액션 영화이다.

## 출연진
- 라이언 필리피 - 빅터 마빈 “빅” 데이비스 소령 역
- 캐스퍼 밴딘 - CIA 요원 멜빈 “더 드라이버” 샘프러스 역
- 잭 그리포 - 숀 데이비스 역
- 윌리엄 캣 - 밥 제퍼스 역
- 리처드 버기 - CIA 국장 마이클 필립스 역
- 윌리엄 맥너마라 - 절릴 역
- 사미라 암스트롱 - 올리비아 피터스 역

## 시청 등급
- 대한민국: 15세이상 관람가